# Nederlandse kampioenschappen atletiek 2022

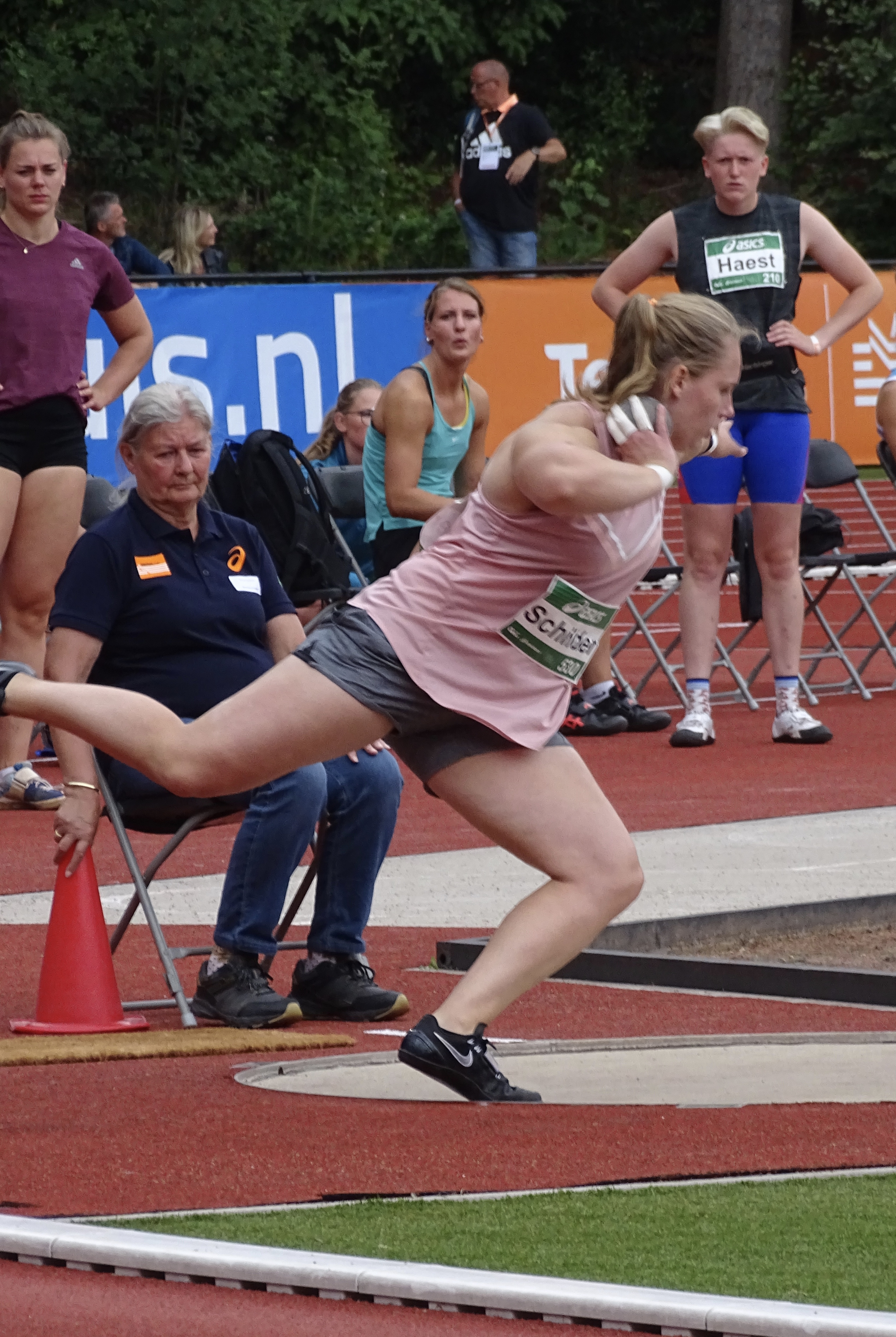
Jessica Schilder verbeterde in Apeldoorn haar eigen nationale record kogelstoten.

In 2022 werden de Nederlandse kampioenschappen atletiek gehouden in Apeldoorn op de atletiekbaan van AV'34 in het Sportpark Orderbos. Nadat de kampioenschappen voor twee achtereenvolgende jaren zonder publiek hadden plaatsgevonden als gevolg van de coronapandemie, was bij deze editie het publiek weer welkom. De kampioenschappen werden gehouden van 24 tot en met 26 juni. 
De organisatie van het evenement lag in handen van AV'34 in samenwerking met de Atletiekunie.
Tijdens deze kampioenschappen verbeterde kogelstootster Jessica Schilder haar eigen, tien dagen oude nationale record van 19,46 m en bracht het op 19,68 m.
De 10.000 m vond plaats tijdens de wedstrijden om de Gouden Spike op 11 juni in Leiden.

## Uitslagen

### 100 m
| wind: +0,2 m/s | wind: +0,2 m/s  | wind: +0,2 m/s |
| rang           | atleet          | prestatie      |
| -------------- | --------------- | -------------- |
| Goud           | Raphael Bouju   | 10,27 s        |
| Zilver         | Joris van Gool  | 10,30 s        |
| Brons          | Hensley Paulina | 10,39 s        |

| wind: -0,1 m/s | wind: -0,1 m/s  | wind: -0,1 m/s |
| rang           | atlete          | prestatie      |
| -------------- | --------------- | -------------- |
| Goud           | Dafne Schippers | 11,29 s        |
| Zilver         | Zoë Sedney      | 11,32 s        |
| Brons          | Naomi Sedney    | 11,36 s        |

### 200 m
| wind: -0,5 m/s | wind: -0,5 m/s          | wind: -0,5 m/s |
| rang           | atleet                  | prestatie      |
| -------------- | ----------------------- | -------------- |
| Goud           | Mustafa Hassan Mahamuud | 20,90 s        |
| Zilver         | Taymir Burnet           | 21,03 s        |
| Brons          | Onyema Adigida          | 21,14 s        |

| wind: -0,9 m/s | wind: -0,9 m/s | wind: -0,9 m/s |
| rang           | atlete         | prestatie      |
| -------------- | -------------- | -------------- |
| Goud           | Lieke Klaver   | 22,74 s        |
| Zilver         | Femke Bol      | 23,05 s        |
| Brons          | Jamile Samuel  | 23,24 s        |

### 400 m
| rang   | atleet              | prestatie |
| ------ | ------------------- | --------- |
| Goud   | Liemarvin Bonevacia | 45,34 s   |
| Zilver | Isayah Boers        | 46,02 s   |
| Brons  | Ramsey Angela       | 46,44 s   |

| rang   | atlete              | prestatie |
| ------ | ------------------- | --------- |
| Goud   | Hanneke Oosterwegel | 53,52 s   |
| Zilver | Andrea Bouma        | 53,61 s   |
| Brons  | Anne van de Wiel    | 54,08 s   |

### 800 m
| rang   | atleet        | prestatie |
| ------ | ------------- | --------- |
| Goud   | Djoao Lobles  | 1.48,04   |
| Zilver | Maarten Plaum | 1.48,16   |
| Brons  | Rick van Riel | 1.48,24   |

| rang   | atlete                 | prestatie |
| ------ | ---------------------- | --------- |
| Goud   | Anne Knijnenburg       | 2.09,86   |
| Zilver | Marissa Damink         | 2.10,08   |
| Brons  | Celine van Heerikhuize | 2.10,33   |

### 1500 m
| rang   | atleet          | prestatie |
| ------ | --------------- | --------- |
| Goud   | Noah Baltus     | 3.41,90   |
| Zilver | Robin van Riel  | 3.42,35   |
| Brons  | Tim Verbaandert | 3.42,60   |

| rang   | atlete           | prestatie |
| ------ | ---------------- | --------- |
| Goud   | Maureen Koster   | 4.12,32   |
| Zilver | Ineke van Koldam | 4.14,56   |
| Brons  | Dagmar Smid      | 4.16,80   |

### 5000 m
| rang   | atleet             | prestatie |
| ------ | ------------------ | --------- |
| Goud   | Richard Douma      | 14.03,04  |
| Zilver | Abdirahman Mohamed | 14.04,27  |
| Brons  | Filmon Tesfu       | 14.07,18  |

| rang   | atlete            | prestatie |
| ------ | ----------------- | --------- |
| Goud   | Diane van Es      | 15.48,38  |
| Zilver | Marcella Herzog   | 16.12,39  |
| Brons  | Jennifer Gulikers | 16.17,89  |

### 10.000 m[1]
| rang   | atleet          | prestatie |
| ------ | --------------- | --------- |
| Goud   | Stan Niesten    | 28.50,62  |
| Zilver | Frank Futselaar | 29.18,78  |
| Brons  | Filmon Tesfu    | 29.23,87  |

| rang   | atlete            | prestatie |
| ------ | ----------------- | --------- |
| Goud   | Marcella Herzog   | 32.47,94  |
| Zilver | Silke Jonkman     | 33.05,38  |
| Brons  | Jennifer Gulikers | 34.24,06  |

### 110 m horden/100 m horden
| wind: +0,4 m/s | wind: +0,4 m/s | wind: +0,4 m/s |
| rang           | atleet         | prestatie      |
| -------------- | -------------- | -------------- |
| Goud           | Timme Koster   | 13,80 s        |
| Zilver         | Mark Heiden    | 13,91 s        |
| Brons          | Koen Smet      | 13,92 s        |

| wind: +0,0 m/s | wind: +0,0 m/s | wind: +0,0 m/s |
| rang           | atlete         | prestatie      |
| -------------- | -------------- | -------------- |
| Goud           | Nadine Visser  | 12,77 s        |
| Zilver         | Zoë Sedney     | 13,09 s        |
| Brons          | Eefje Boons    | 13,47 s        |

### 400 m horden
| rang   | atleet        | prestatie |
| ------ | ------------- | --------- |
| Goud   | Nick Smidt    | 49,43 s   |
| Zilver | Binne Brok    | 51,70 s   |
| Brons  | Martin Meijer | 52,26 s   |

| rang   | atlete            | prestatie |
| ------ | ----------------- | --------- |
| Goud   | Cathelijn Peeters | 56,51 s   |
| Zilver | Femke Frijters    | 60,34 s   |
| Brons  | Lianne Holtermann | 61,15 s   |

### 3000 m steeple
| rang   | atleet         | prestatie |
| ------ | -------------- | --------- |
| Goud   | Tsega Kifle    | 9.10,93   |
| Zilver | Ahmed Abubakar | 9.12,51   |
| Brons  | Thom Reynders  | 9.16,63   |

| rang   | atlete        | prestatie |
| ------ | ------------- | --------- |
| Goud   | Veerle Bakker | 9.59,35   |
| Zilver | Fanke Heinst  | 10.14,74  |
| Brons  | Marije Hijman | 10.26,30  |

### Verspringen
| rang   | atleet          | prestatie         |
| ------ | --------------- | ----------------- |
| Goud   | Fabian Blondina | 7,62 m (+3,3 m/s) |
| Zilver | Jeff Tesselaar  | 7,54 m (+0,9 m/s) |
| Brons  | David Cairo     | 7,39 m (+1,0 m/s) |

| rang   | atlete            | prestatie         |
| ------ | ----------------- | ----------------- |
| Goud   | Pauline Hondema   | 6,16 m (+0,6 m/s) |
| Zilver | Maureen Herremans | 6,11 m (+0,6 m/s) |
| Brons  | Tara Yoro         | 6,07 m (+0,9 m/s) |

### Hink-stap-springen
| rang   | atleet                   | prestatie          |
| ------ | ------------------------ | ------------------ |
| Goud   | Baboucar Sallah Mohammed | 15,27 m (-0,8 m/s) |
| Zilver | Daan Hoomoedt            | 15,05 m (+0,9 m/s) |
| Brons  | Roy van Zijl             | 14,70 m (+1,3 m/s) |

| rang   | atlete         | prestatie          |
| ------ | -------------- | ------------------ |
| Goud   | Daniëlle Spek  | 12,66 m (+1,0 m/s) |
| Zilver | Sica Verwasch  | 12,36 m (+0,8 m/s) |
| Brons  | Louise Taatgen | 12,15 m (+1,0 m/s) |

### Hoogspringen
| rang   | atleet        | prestatie |
| ------ | ------------- | --------- |
| Goud   | Douwe Amels   | 2,16 m    |
| Zilver | Jamie Sesay   | 2,05 m    |
| Brons  | Wuill Vrolijk | 2,05 m    |

| rang   | atlete         | prestatie |
| ------ | -------------- | --------- |
| Goud   | Britt Weerman  | 1,83 m    |
| Zilver | Glenka Antonia | 1,78 m    |
| Brons  | Tanita Hofmans | 1,78 m    |

### Polsstokhoogspringen
| rang   | atleet             | prestatie |
| ------ | ------------------ | --------- |
| Goud   | Rutger Koppelaar   | 5,50 m    |
| Zilver | Koen van der Wijst | 5,50 m    |
| Brons  | Paulo Benavides    | 5,30 m    |

| rang   | atlete             | prestatie |
| ------ | ------------------ | --------- |
| Goud   | Femke Pluim        | 4,25 m    |
| Zilver | Killiana Heijmans  | 4,05 m    |
| Brons  | Marijke Wijnmaalen | 4,05 m    |

### Kogelstoten
| rang   | atleet         | prestatie |
| ------ | -------------- | --------- |
| Goud   | Sven Poelmann  | 19,46 m   |
| Zilver | Ruben Rolvink  | 17,02 m   |
| Brons  | Bjorn van Kins | 16,11 m   |

| rang   | atlete           | prestatie |
| ------ | ---------------- | --------- |
| Goud   | Jessica Schilder | 19,68 m   |
| Zilver | Benthe König     | 17,81 m   |
| Brons  | Alida van Daalen | 16,01 m   |

### Discuswerpen
| rang   | atleet               | prestatie |
| ------ | -------------------- | --------- |
| Goud   | Ruben Rolvink        | 62,79 m   |
| Zilver | Shaquille Emanuelson | 60,38 m   |
| Brons  | Sebastiaan Bonte     | 55,67 m   |

| rang   | atlete           | prestatie |
| ------ | ---------------- | --------- |
| Goud   | Alida van Daalen | 54,15 m   |
| Zilver | Corinne Nugter   | 53,01 m   |
| Brons  | Danara Stoppels  | 47,76 m   |

### Speerwerpen
| rang   | atleet           | prestatie |
| ------ | ---------------- | --------- |
| Goud   | Thomas van Ophem | 73,15 m   |
| Zilver | Tom Egbers       | 70,36 m   |
| Brons  | Thomas Knoop     | 68,89 m   |

| rang   | atlete           | prestatie |
| ------ | ---------------- | --------- |
| Goud   | Danien ten Berge | 52,38 m   |
| Zilver | Dewi Lafontaine  | 50,07 m   |
| Brons  | Sietske Verkade  | 49,67 m   |

### Kogelslingeren
| rang   | atleet          | prestatie |
| ------ | --------------- | --------- |
| Goud   | Etiènne Orbons  | 61,68 m   |
| Zilver | Dennis Hemelaar | 59,00 m   |
| Brons  | Luuk Vos        | 58,31 m   |

| rang   | atlete               | prestatie |
| ------ | -------------------- | --------- |
| Goud   | Audrey Jacobs        | 60,90 m   |
| Zilver | Sina Mai Holthuijsen | 57,55 m   |
| Brons  | Lotte Smink          | 56,65 m   |

### Tienkamp/Zevenkamp
| rang   | atleet        | prestatie |
| ------ | ------------- | --------- |
| Goud   | Sven Roosen   | 8020 p    |
| Zilver | Sven Jansons  | 7627 p    |
| Brons  | Owen Beuckens | 7271 p    |

| rang   | atlete           | prestatie |
| ------ | ---------------- | --------- |
| Goud   | Sofie Dokter     | 6144 p    |
| Zilver | Myke van de Wiel | 5798 p    |
| Brons  | Sophia Mulder    | 5599 p    |

1904 · 
1908 · 
1909 · 
1910 · 
1911 · 
1912 · 
1913 · 
1914 · 
1915 · 
1917 · 
1918 · 
1919 · 
1920 · 
1921 · 
1922 · 
1923 · 
1924 · 
1925 · 
1926 · 
1927 · 
1928 · 
1929 · 
1930 · 
1931 · 
1932 · 
1933 · 
1934 · 
1935 · 
1936 · 
1937 · 
1938 · 
1939 · 
1940 · 
1941 · 
1942 · 
1943 · 
1944 · 
1946 · 
1947 · 
1948 · 
1949 · 
1950 · 
1951 · 
1952 · 
1953 · 
1954 · 
1955 · 
1956 · 
1957 · 
1958 · 
1959 · 
1960 · 
1961 · 
1962 · 
1963 · 
1964 · 
1965 · 
1966 · 
1967 · 
1968 · 
1969 · 
1970 · 
1971 · 
1972 · 
1973 · 
1974 · 
1975 · 
1976 · 
1977 · 
1978 · 
1979 · 
1980 · 
1981 · 
1982 · 
1983 · 
1984 · 
1985 · 
1986 · 
1987 · 
1988 · 
1989 · 
1990 · 
1991 · 
1992 · 
1993 · 
1994 · 
1995 · 
1996 · 
1997 · 
1998 · 
1999 · 
2000 · 
2001 · 
2002 · 
2003 · 
2004 · 
2005 · 
2006 · 
2007 · 
2008 · 
2009 · 
2010 · 
2011 · 
2012 · 
2013 · 
2014 · 
2015 · 
2016 ·
2017 ·
2018 ·
2019 ·
2020 ·
2021 ·
2022 ·
2023 ·
2024 ·
2025